# Когерту
Когерту́ (каз. Көгерту) — село у складі Келеського району Туркестанської області Казахстану. Входить до складу Актобинського сільського округу.
Населення — 641 особа (2021; 553 у 2009, 368 у 1999, 240 у 1989).